# Fritz Willberg
Fredrik (Fritz) Adolf Willberg, född 3 november 1809 i Stockholm, död 27 februari 1840 i Stockholm, var en svensk kammarskrivare, målare, tecknare och grafiker.
Han var son till kamreraren Johan Adolf Willberg och Katarina Charlotta Hiertzell. Willberg slutade som kammarskrivare vid Kammarrätten. Vid sidan av sin tjänst var han verksam som konstnär. Bland hans efterlämnade porträtt finns en avporträttering av G.A. Peyron som han utförde 1838, han omtalas även som litograf.